# Ln (Unix)
Het commando ln (link) is een standaard Unix-commando dat gebruikt wordt om verwijzingen naar bestanden te creëren.

## Verwijzingen
Verwijzingen worden gebruikte om een bestand meerdere namen te geven.
Er zijn 2 soorten verwijzingen:
- Symbolische verwijzingen, deze bevat de bestandsnaam van het originele bestand
- Harde verwijzingen, deze verwijst naar de fysieke locatie van het bestand

## Voorbeeld
Inhoud tonen van een map
```
 user@laptop:~/Documenten/wiki$ ls -l
 totaal 4
 -rw-r--r-- 1 user user 7 2009-10-08 09:26 article.txt
```

Symbolische verwijzing creëren
```
 user@laptop:~/Documenten/wiki$ ln -s article.txt link
```

Inhoud
```
 user@laptop:~/Documenten/wiki$ ls -l
 totaal 4
 -rw-r--r-- 1 user user  7 2009-10-08 09:26 article.txt
 lrwxrwxrwx 1 user user 11 2009-10-08 09:27 link → article.txt
```